# Бершетское сельское поселение
Бершетское се́льское поселе́ние — упразднённое муниципальное образование в Пермском районе Пермского края Российской Федерации.
Административный центр — село Бершеть.

## История
Образовано в 2004 году. Упразднено в 2022 году в связи с преобразованием Пермского муниципального района со всеми входившими в его состав сельскими поселениями в Пермский муниципальный округ.

## Население
| 2010  | 2012  | 2013  | 2014  | 2015  | 2016  | 2017  |
| ----- | ----- | ----- | ----- | ----- | ----- | ----- |
| 3868  | ↗3919 | ↘3908 | ↗3938 | ↘3907 | ↘3826 | ↘3744 |
| 2018  | 2019  | 2020  | 2021  |       |       |       |
| ↘3714 | ↗3789 | ↘3780 | ↘3724 |       |       |       |

## Населённые пункты
В состав сельского поселения входили 2 населённых пункта.
| № | Населённый пункт | Тип  | Население |
| - | ---------------- | ---- | --------- |
| 1 | Бершеть          | село | ↘3199     |
| 2 | Янычи            | село | 560       |